# Broc Parkes
Broc Parkes (ur. 24 grudnia 1981) – australijski motocyklista.

## Kariera
Parkes urodził się w regionie Hunter, który znajduje się w najstarszym i najbardziej zaludnionym stanie Australii, Nowej Południowej Walii, stąd jego przydomek "The Boy From the Bush" (ang. chłopak z buszu). Parkes zainteresował się ściganiem mając 4 lata, zainspirowany zwycięstwami swojego sławnego rodaka, Wayne'a Gardnera, który w pewnym momencie został jego menadżerem. Rok później, Broc brał już udział w imprezach dirt trackowych, osiągając wiele sukcesów, mając 16 lat przerzucił się na wyścigi po torze (obowiązujący limit wiekowy w Australii), wygrywał mistrzostwa w kategorii 125cm3 i 250cm3 w 1999 r., dosiadając motocykla Hondy.
Po tych triumfach spędził rok w Japonii, a dokładnie w serii All Japan X Formula, gdzie ukończył zmagania na trzecim miejscu. Australijczyk wrócił do Europy, wiążąc się z teamem NCR Ducati, który występował w WSBK. W 2003 przeszedł do World Supersport, gdzie dołączył do składu BKM Honda, jednak z powodu opóźnień w dostarczaniu nowych części team wycofał się z dalszych startów. Kolejnymi krokiem był zespół Ten Kate, z którym wywalczył tytuł wicemistrza, kończąc za Karlem Mudggeridgem, 2005 to z kolei przygoda ze stajnią Yamahy (5. miejsce w klasyfikacji generalnej), 2006 był dobry do momentu, gdy uległ kontuzji na torze Assen, powrócił pod koniec sezonu, jednak już bez szans na końcowy sukces (3. miejsce). 2007 to drugie miejsce (pomimo kontuzji obojczyka) za Turkiem, Kenanem Sofuoglu, trochę gorze poradził sobie w 2008, kończąc zmagania, jako 4.
Parkes postanowił wrócić do WSBK, gdzie w 2009 dosiadał motocykla Kawasaki w teamie Paul Bird Motorsport, partnerował mu znany z MotoGP, Makoto Tamada. Pech dopadł Parkes'a w 2010, kiedy to mając podpisany kontrakt z zespołem Echo CRS, doznał bardzo groźnej kontuzji przed rozpoczęciem sezonu, osiągając słabe rezultaty po powrocie, postanowił rozstać się z teamem i dołączyć do Motocard Kawasaki, zastępując Joana Lascorza. W grudniu 2013 ogłoszono, że Parkes będzie nowym zawodnikiem teamu Paul Bird Motorsport w MotoGP, zastąpił tam swojego rodaka, Damiana Cudlina, podtrzymując tym samym nieprzerwaną, trzydziestojednoletnią obecność Australijczyków w najwyższej kategorii MMŚ. W sezonie 2014 czterokrotnie meldował się na punktowanych miejscach, co pozwoliło mu zdobyć 9 oczek zajmując 23. miejsce.

## Statystyki

### Sezony
| Sezon | Klasa  | Motocykl | Wyścigi | Wygrane | Podia | PP | Najsz. okr. | Pkt. | Msc. |
| ----- | ------ | -------- | ------- | ------- | ----- | -- | ----------- | ---- | ---- |
| 1999  | 125cm³ | Honda    | 1       | 0       | 0     | 0  | 0           | 0    | NC   |
| 2014  | MotoGP | PBM      | 18      | 0       | 0     | 0  | 0           | 9    | 23   |
| 2015  | MotoGP | ART      | 1       | 0       | 0     | 0  | 0           | 0    | NC   |
| Razem |        |          | 20      | 0       | 0     | 0  | 0           | 9    |      |

### Starty
| Rok  | Klasa  | Motocykl | 1      | 2      | 3      | 4      | 5      | 6      | 7      | 8      | 9      | 10     | 11     | 12     | 13     | 14     | 15     | 16     | 17     | 18     | Poz | Pkt. |
| ---- | ------ | -------- | ------ | ------ | ------ | ------ | ------ | ------ | ------ | ------ | ------ | ------ | ------ | ------ | ------ | ------ | ------ | ------ | ------ | ------ | --- | ---- |
| 1999 | 125cm³ | Honda    | MAL    | JPN    | ESP    | FRA    | ITA    | CAT    | NED    | GBR    | GER    | CZE    | IMO    | VAL    | AUS 23 | RSA    | BRA    | ARG    |        |        | NC  | 0    |
| 2014 | MotoGP | PBM      | QAT 15 | AME NU | ARG 21 | ESP 17 | FRA 18 | ITA 17 | CAT 16 | NED 11 | GER 21 | IND 15 | CZE 19 | GBR 21 | RSM 18 | ARA 18 | JPN 20 | AUS NU | MAL 14 | VAL 20 | 23  | 9    |
| 2015 | MotoGP | ART      | QAT    | AME    | ARG    | ESP    | FRA    | ITA    | CAT    | NED    | GER    | IND    | CZE    | GBR    | RSM    | ARA    | JPN    | AUS    | MAL    | VAL NU | NC  | 0    |